# Oekraïners in Roemenië
Met Oekraïners in Roemenië (Roemeens: Ucrainenii din România; Oekraïens: Українці Румунії) worden in Roemenië wonende etnische Oekraïners - of Roemenen van Oekraïense afkomst - aangeduid. Volgens de Roemeense volkstelling van 2011 leefden er 50.920 etnische Oekraïners in Roemenië, waarmee zij de op drie na grootste bevolkingsgroep in het land vormden. De Oekraïners leven voornamelijk in het noorden van Roemenië, in plattelandsgebieden bij de Oekraïense grens. Meer dan de helft de Roemeense Oekraïners woont in het district Maramureș (31.234), waar ze 6,77% van de bevolking uitmaken. Ook in de districten Suceava (5.698 personen), Timiș (5.953), Caraș-Severin (2.600), Satu Mare (1.397), Tulcea (1.317) en Arad (1.295) wonen significante aantallen Oekraïners.
Op 24 februari 2022 arriveerden de eerste Oekraïense vluchtelingen uit Oekraïne als gevolg van de Russische invasie van Oekraïne in 2022. Naast etnische Oekraïners waren er ook veel etnische Roemenen uit Oblast Tsjernivtsi onder deze vluchtelingen. Halverwege maart arriveerden alleen al 80.000 Oekraïense vluchtelingen via de grensovergang bij Siret-Terebletsje. Op 9 april 2022 bedroeg het aantal Oekraïense vluchtelingen in Roemenië 686.232 personen.

## Religie

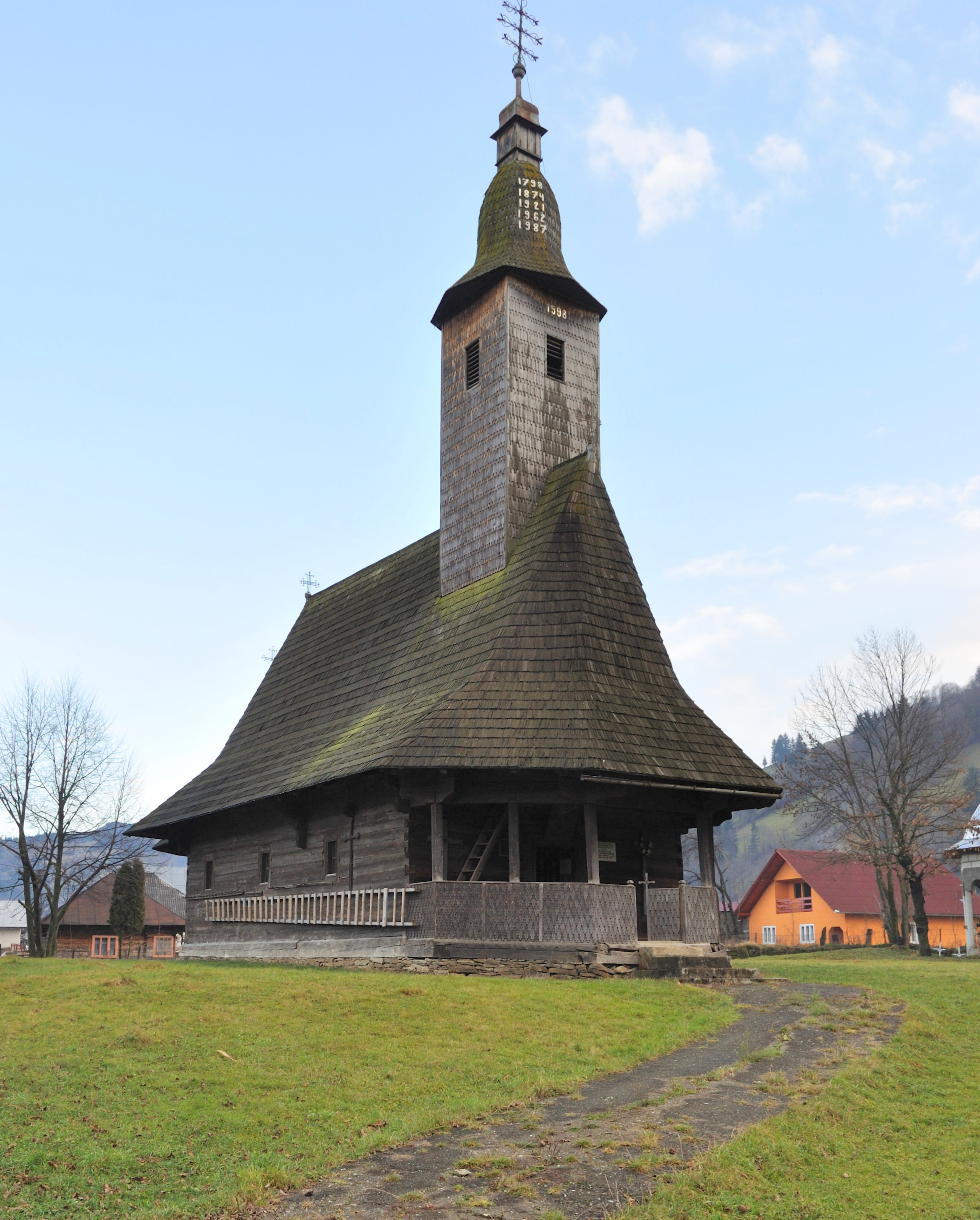
Een houten Oekraïense kerk in Poienile de sub Munte (District Maramureș)

Het grootste deel van de Oekraïners in Roemenië is christelijk. Met name de Orthodoxe Kerk heeft van oudsher een grote aanhang (77% in 2011). Daarnaast is er een groeiend aantal Oekraïners in Roemenië aanhanger van de Pinksterbeweging. Ook andere christelijke stromingen zijn vertegenwoordigd, zij het in veel kleinere omvang.
|                                  | Aantal | Aantal | Percentage (%) | Percentage (%) |
| 2002                             | 2011   | 2002   | 2011           |                |
| Totaal                           | 61.098 | 50.920 | 100,00         | 100,00         |
| -------------------------------- | ------ | ------ | -------------- | -------------- |
| Orthodoxe Kerk                   | 48.262 | 39.146 | 78,99          | 76,88          |
| Rooms-Katholieke Kerk            | 267    | 245    | 0,44           | 0,48           |
| Roemeense Hervormde Kerk         | 132    | 41     | 0,22           | 0,08           |
| Pinksterbeweging                 | 6.167  | 6.403  | 10,09          | 12,57          |
| Roemeense Grieks-Katholieke Kerk | 1.721  | 1.204  | 2,82           | 2,36           |
| Baptisme                         | 252    | 229    | 0,41           | 0,45           |
| Adventisme                       | 1.287  | 1.295  | 2,11           | 2,54           |
| Evangelisch christendom          | 976    | 765    | 1,60           | 1,50           |
| Islam                            | 33     | 10     | 0,05           | 0,02           |
| Hongaarse Unitarische Kerk       | 4      | -      | 0,01           | -              |
| Jodendom                         | 39     | 7      | 0,06           | 0,01           |
| Overig                           | 1.785  | 1.372  | 2,92           | 2,69           |
| Ongelovig                        | 69     | 47     | 0,11           | 0,09           |
| Atheïsme                         | 33     | 19     | 0,05           | 0,04           |
| Ongespecificeerd                 | 71     | 137    | 0,12           | 0,27           |